# Mouvement des droits civiques aux États-Unis de 1896 à 1954
 (février 2017).
Le mouvement des droits civiques aux États-Unis (« civil rights movement ») se réfère principalement à la lutte des Noirs américains pour l'obtention et la jouissance de leurs droits civiques. Si on peut considérer, dans un sens large, qu'il se réfère à toute lutte pour les droits civiques aux États-Unis, en particulier depuis la fin de la Guerre de Sécession (1861-1865) et jusqu’à aujourd'hui, et comprenant donc l'American Indian Movement, le Chicano Movement, le Black Panther Party, le Black feminism, le Gay Liberation Front, etc., on entend habituellement par cette expression les luttes menées entre 1945 et 1970 afin de mettre un terme à la ségrégation raciale, en particulier dans les États du Sud. Il s'agissait principalement d'un mouvement non violent afin d'obtenir l'égalité de droit de tout citoyen américain, ce qui passait par l'abrogation des lois racistes en vigueur dans les États sudistes. Cependant, certaines composantes du mouvement, surtout après la Première Guerre mondiale, ont récusé cette méthode d'inspiration pacifiste en appelant à l'auto-défense face à la violence des Blancs (laquelle incluait lynchages, etc.).
Symbolisé par la figure emblématique de Martin Luther King, un pasteur protestant noir et l'un des grands fondateurs de l'usage de méthodes non violentes en politique, le mouvement des droits civiques a eu une influence durable sur la société américaine, à la fois dans les tactiques employées par les mouvements sociaux, la transformation durable du statut des Noirs américains, et l'exposition au grand jour d'un racisme persistant au sein de la société, en particulier, mais pas seulement, au Sud.
Composé d'un grand nombre de groupes divers, le mouvement était hétérogène. Au cours de la première partie du XXe siècle, certains mouvements, tels l'Universal Negro Improvement Association and African Communities League (UNIA) de Marcus Garvey, qui prônait le séparatisme et le « retour aux sources », obtinrent de grand succès sans toutefois laisser d'héritage probant. D'autres, au contraire, comme la NAACP, fondée en 1909, et qui luttait principalement sur le terrain juridique en déposant des plaintes contre la ségrégation gouvernementale, n'ont atteint que des résultats modestes à leurs débuts, avant d'obtenir une conquête majeure par l'arrêt rendu par la Cour suprême en 1954 lors de Brown v. Board of Education, qui déclarait anticonstitutionnelle la ségrégation raciale dans les écoles publiques. La complémentarité et la tension entre ces deux pôles de la lutte pour les droits civiques, l'un insistant sur la lutte juridique et la reconnaissance par la société WASP des droits civiques des citoyens noirs des États-Unis, l'autre mettant l'accent sur les nécessités de s'auto-organiser et de porter la lutte dans le champ économique et culturel, a persisté tout au long de l'existence du mouvement. La question, cruciale, de l'usage, ou non, de la non-violence, face à la domination de la société blanche, a aussi divisé le mouvement des droits civiques, lequel fut dès le départ soutenu par une grande partie de la communauté juive américaine avant d'être rejointe, après-guerre, par les libéraux américains.

## Aux origines de la ségrégation aux États-Unis: La reconstruction (1865-1877)
Après la Guerre de Sécession (1861-1865), dont l'un des enjeux fut l'abolition de l'esclavage dans les États du Sud, le gouvernement fédéral a étendu les droits légaux des Noirs. Le Congrès vota en 1865 le treizième amendement à la Constitution, ratifié par les États, qui abolissait l'esclavage. Celui-ci, néanmoins, n'accordait ni la citoyenneté ni, a fortiori, des droits égaux aux Afro-Américains. Le quatorzième amendement, voté en 1868 et également ratifié, leur accorda la citoyenneté. Les Noirs nés aux États-Unis jouissaient désormais de l'égalité devant la loi, tandis que le quinzième amendement, en 1870, accorda le droit de vote à tous les individus de sexe masculin, quelle que soit leur « race ». Lors de la reconstruction (1865-1877), les troupes du Nord occupèrent le Sud et imposèrent cette nouvelle législation avec l'aide du Freedmen's Bureau (Bureau des Hommes libres). Plusieurs Noirs affranchis occupèrent des positions plus importantes dans la société, y compris électorales (élection de George Washington Williams en Ohio).
La reconstruction prit fin avec le compromis de 1877 entre les élites blanches du Nord et celles du Sud. Le compromis appelait au retrait des troupes fédérales, permettant ainsi aux Blancs du Sud (en majorité des WASPs) de réinstaurer des pratiques de discrimination raciale. En échange, ils promettaient de soutenir Rutherford B. Hayes, candidat des États du Nord, à la présidence, contre son adversaire Samuel Jones Tilden. Nombre de Noirs du Sud ont répondu à ce nouvel état des choses en quittant massivement le Sud, dans ce qui a été appelé l'Exode du Kansas de 1879.
Les Républicains radicaux, qui avaient été responsables de la reconstruction, ont tenté d'éliminer, au moyen du droit, les discriminations raciales publiques et privées. Mais la Cour Suprême mit un terme à ces initiatives, en jugeant lors des Civil Rights Cases (Cas sur les Droits Civiques), en 1883, que le 14e amendement n'autorisait pas le Congrès à mettre hors-la-loi la discrimination raciale opérée par des individus ou des entreprises privées.

## Ségrégation raciale

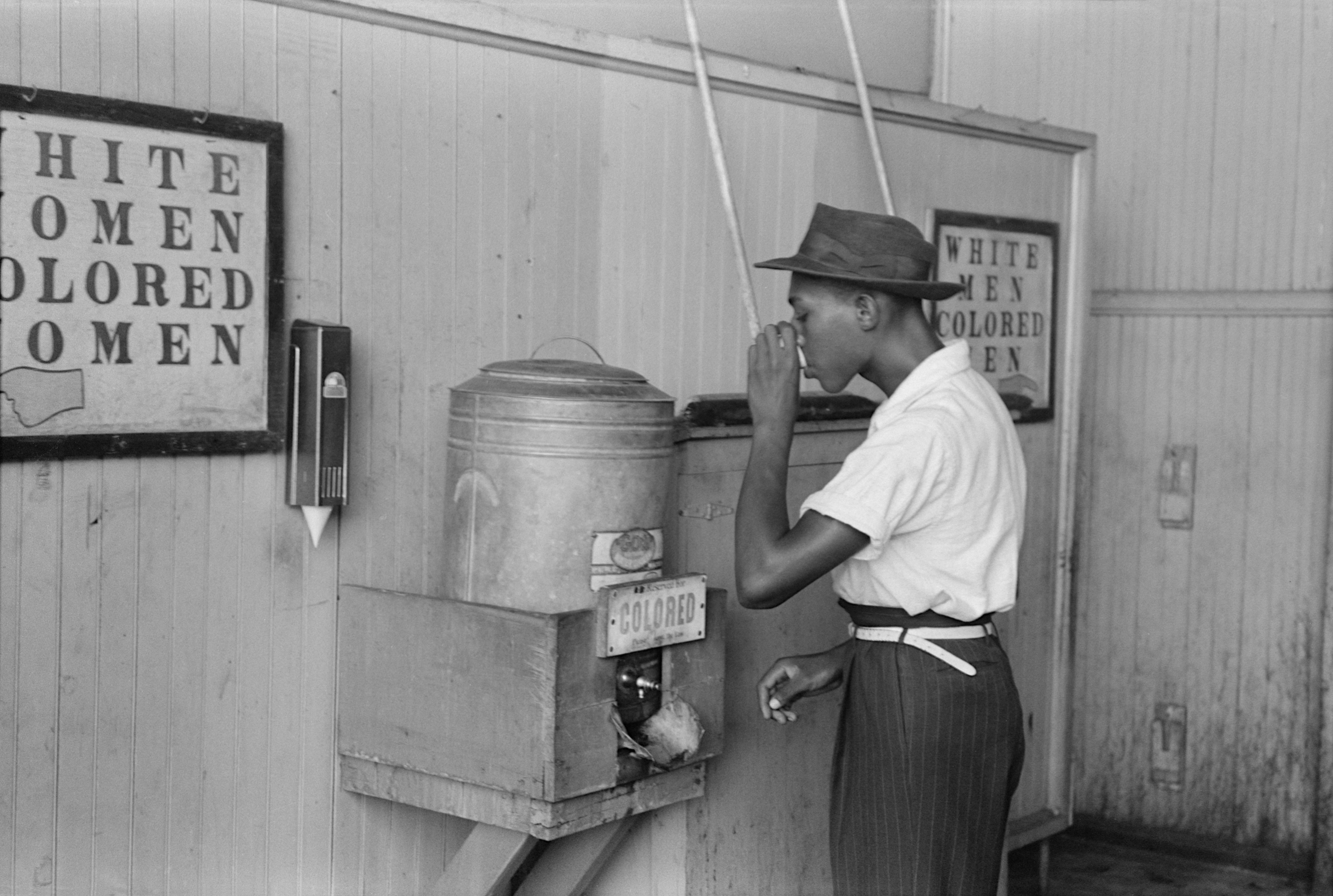
Un Noir boit à un distributeur d'eau réservé aux gens de couleur à un terminal de tramway en 1939, à Oklahoma City.

### Au quotidien
La décision de la Cour suprême lors de l'arrêt Plessy v. Ferguson, en 1896, officialisa la ségrégation raciale, par le gouvernement, dans les transports publics. À cette fin, elle élabora la doctrine « separate but equal » (séparés mais égaux) afin de se plier à la Clause de protection égale (« Equal Protection Clause ») prévue par le Quatorzième amendement. Bien que la Cour suprême ait auparavant cassé des statuts discriminatoires de certains États, excluant les Noirs des jurys populaires, ou se prononçant systématiquement en faveur de leur affranchissement de leur statut d'esclaves, et qu'elle continue à le faire dans les années suivant Plessy v. Ferguson, elle se prononçait néanmoins en faveur de la ségrégation dans pratiquement toutes les autres sphères publiques ou privées. Elle légalisa ainsi la ségrégation scolaire en 1908 (arrêt Berea College v. Kentucky (en)). Beaucoup d'États, en particulier au Sud, considèrent ces jugements comme appuyant, de fait, l'ensemble des lois Jim Crow mis en place au lendemain de la Reconstruction. D'esclaves, les Noirs américains étaient devenus des citoyens de seconde zone, qui ne pouvaient pas aller aux mêmes écoles que les Blancs, prendre le bus avec eux, ou boire dans la même fontaine. Dans beaucoup de villes, ils ne pouvaient pas partager un taxi avec des Blancs, ou entrer dans un bâtiment par la même porte que les Blancs. Ils étaient enterrés dans des cimetières distincts, et ne pouvaient pas jurer sur la même Bible. Ils étaient aussi exclus des restaurants, des bibliothèques, des jardins publics (où l'on pouvait lire des signes tels que « Negroes and dogs not allowed », « les Nègres et les chiens ne sont pas admis »). Les Noirs devaient systématiquement s'effacer devant les Blancs, en laissant le passage dans la rue, tandis que sous aucun cas un homme noir ne pouvait regarder dans les yeux une femme blanche. On les appelait « Tom » ou « Jane », mais jamais Monsieur, Madame ou Mademoiselle.
Bien que la Cour suprême ait déclaré anti-constitutionnelle le fait de priver de droits civiques les Noirs, ceux-ci étaient de fait privés du droit de vote, à l'aide de « primaires blanches », d'un système de cens électoral, d'examens d'alphabétisation, de punitions économiques, de manipulations électorales de toutes sortes, et enfin d'une utilisation ciblée de la violence afin de les décourager de s'enregistrer sur les listes électorales.

### Droit pénal et lynchages

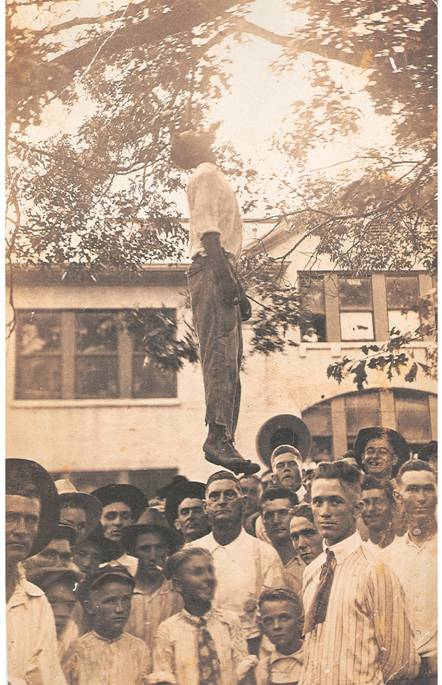
Carte postale représentant le lynchage de Lige Daniels, 16 ans, à Center au Texas, le 3 août 1920.

Malgré l'arrêt de la Cour suprême dans Strauder v. West Virginia de 1880, qui interdisait l'exclusion des Noirs américains des jurys populaires, ceux-ci étaient systématiquement écartés de ces fonctions. Ils étaient par conséquent laissés à la merci du système judiciaire blanc. Dans certains États, tel l'Alabama, l'État utilisait le système pénal afin de rétablir une sorte de servage, en condamnant les hommes noirs à des années d'emprisonnement, durant lesquels ils travaillaient gratuitement pour des employeurs privés tels que la Tennessee Coal, Iron and Railroad Company, une filiale de la U.S. Steel, qui payait l'État en échange de leur travail forcé.
Les punitions imposées hors du système judiciaire étaient encore plus brutales. Des milliers de Noirs ont été victimes du lynchage par des Blancs s'autoproclamant « justiciers », parfois avec l'aide explicite de responsables officiels, dans les États du Sud et au-delà. Ces lynchages se transformaient parfois en véritables pogroms, ainsi lors des émeutes raciales d'Elaine en 1919 ou des émeutes raciales de Tulsa en 1921. Les coupables de telles exactions se sentaient à ce point à l'abri de toute poursuite judiciaire qu'ils prenaient souvent des photographies de leurs victimes, et en faisaient des cartes postales.
Le Ku Klux Klan, qui avait à peu près disparu après une apparition brève mais brutale au début de la Reconstruction, se reforma en 1915, en partie sous l'influence du film de D. W. Griffith, Naissance d'une nation (Birth of a Nation), qui exaltait le premier Klan. Ils combinaient la rhétorique raciste à la xénophobie envers les immigrants, l'antisémitisme, l'anti-Catholicisme et l'anti-syndicalisme. À ces discours violents, ils ont ajouté l'usage systématique du lynchage et de mises en scène spectaculaires (croix incendiées dans les quartiers noirs, etc.) visant à instaurer un véritable climat de terreur sur la population noire. Le lynchage de Thomas Shipp et d'Abram Smith, en 1930 dans l'Indiana, inspira la chanson Strange Fruit composée par Abel Meeropol (sous pseudonyme), un artiste et sympathisant communiste qui adopta les enfants des époux Rosenberg après leur exécution en 1953. Reprise par l'Afro-américaine Billie Holiday en 1939 à New York, la chanson, qui constituait un réquisitoire émouvant contre les multiples cas de lynchage dans le Sud, devint un hit populaire pendant la Seconde Guerre mondiale. Toujours dans les années 1930, le New Dance Group se bat contre la ségrégation et dénonce le lynchage des Noirs dans le Sud.

### Ségrégation économique
Outre priver les Noirs de tout droit civique et de toute possible participation à l'espace public, la société WASP maintenait aussi les Noirs dans une position subalterne au niveau économique. Les fermiers Noirs étaient souvent liés aux propriétaires terriens, souvent cantonnés au statut de tenanciers. Dans le secteur secondaire, les employeurs et les syndicats leur réservaient les tâches les plus pénibles et les moins bien payées. Des fonctions modestes, tels que travailler chez la compagnie de wagons-lits Pullman Porter ou être portier d'hôtel, devinrent des positions enviables aux yeux de la majorité des Noirs, car ils offraient une relative stabilité de l'emploi et un salaire correct. Les lois Jim Crow excluaient les Noirs de nombreux secteurs de la vie économique, menant à la création d'un véritable « marché noir » au sens littéral du terme : une presse noire surgit au Nord, tandis que les propriétaires noirs de compagnies d'assurances pour Noirs, ou de services de croque-mort pour Noirs, devinrent de véritables notables au sein de la société noire.

### Églises noires
De même, la vie religieuse s'organisa selon ces nouvelles données ségrégatives. Le rôle des Églises afro-américaines allait bien au-delà du simple culte religieux : ils servaient aussi comme lieu de rassemblement communautaire, de coopératives économiques, et de tribunaux populaires afin de régler les conflits de manière autonome. La plupart des Églises noires, néanmoins, refusait de confronter directement la domination blanche, et s'abstenait officiellement de toute politique. De nouveaux mouvements religieux, tels que la « Holiness tradition », ou le mouvement pentecôtisme qui se scinda selon les nouvelles divisions de couleur, renforcèrent l'apolitisme et le quiétisme de la plupart des Noirs pratiquants.

## Entités du mouvement pour les droits civiques

### Mouvement Niagara et fondation de la NAACP

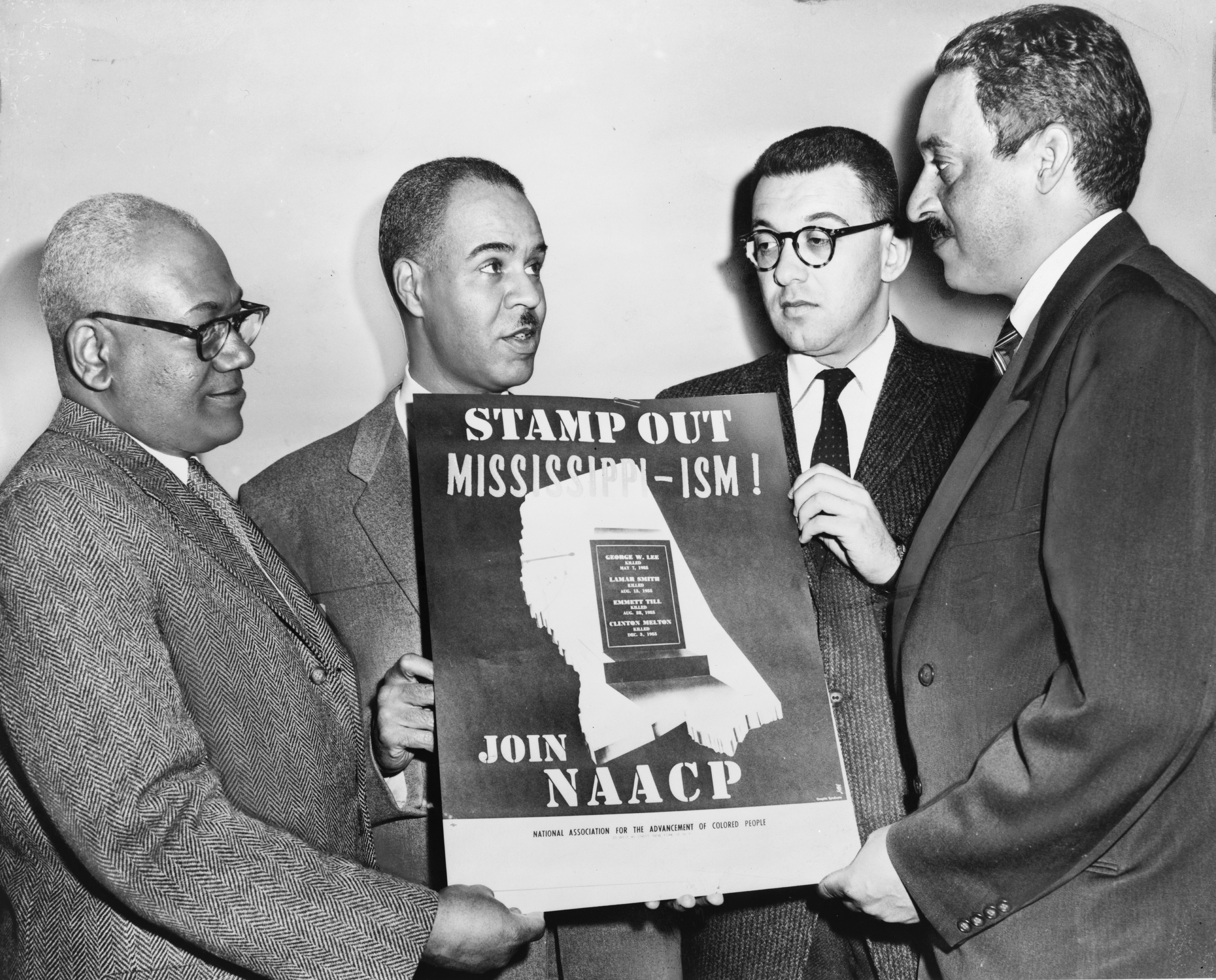
Quatre des principaux dirigeants de la NAACP (de gauche à droite), Henry L. Moon, Roy Wilkins, Herbert Hill et Thurgood Marshall, tiennent un poster dénonçant la politique raciste en vigueur au Mississippi : « Stamp out Mississipp-ism! » (approximativement « Éteignons le Mississippisme ! »). Thurgood Marshall sera le premier Noir à siéger à la Cour suprême, de 1967 à 1991.

Au tournant du siècle, on considérait, en particulier au sein de la société blanche, Booker T. Washington comme le principal porte-parole des Noirs américains. Directeur du Tuskegee Institute, Booker Washington prêchait un message d'autonomie, encourageant les Noirs à améliorer leurs conditions économiques plutôt qu'à lutter pour l'égalité sociale. Ils devaient, selon lui, d'abord « prouver » qu'ils « méritaient » celle-ci. Son autobiographie, Up from Slavery, témoigne de cette position. Booker T. Washington acceptait publiquement les lois Jim Crow et le maintien, à court terme, de la ségrégation raciale. En privé, il soutenait financièrement les plaintes déposées en justice contre ces lois.
Mais la position de B. Washington ne faisait pas consensus. W. E. B. Du Bois et d'autres se sont opposés à ses thèses modérées. L'un de ses proches associés, Monroe Trotter, fut arrêté par la police après avoir osé défier verbalement Washington lors d'un discours public à Boston en 1905. La même année, Trotter et Du Bois inaugurèrent le Niagara Movement, une organisation de militants dans la ville canadienne de Niagara Falls. La réunion conclut sur la rédaction d'un manifeste appelant au suffrage universel masculin, à l'élimination de toute forme de ségrégation raciale et à l'extension de l'instruction publique à tous, de manière non discriminatoire (et non pas, comme le voulait Washington, en fonction de la « vocation » ou du « mérite » individuel).
Du Bois rejoint d'autres dirigeants noirs comme Ida B. Wells, et des militants juifs, tels que Henry Moskowitz, Julius Rosenthal, Lillian Wald, Rabbi Emil Gustav Hirsch puis Stephen Wise pour créer en 1909 la National Association for the Advancement of Colored People (NAACP). Il devient alors le rédacteur en chef du magazine de la NAACP, The Crisis. La nouvelle association se concentra au début sur la lutte sur le terrain judiciaire contre les lois Jim Crow. Elle s'opposa avec succès à une ordonnance de Louisville, qui ordonnait la ségrégation résidentielle (Buchanan v. Warley en 1917), ainsi qu'à la « clause du grand-père » en Oklahoma et au Massachusetts qui excluait du droit de vote tous les individus dont le père ou le grand-père n'étaient pas autorisés à voter au 1er janvier 1867 (Guinn v. United States). En outre, la NAACP menait des activités de lobbying contre l'introduction, par le président Wilson, de la ségrégation raciale chez les fonctionnaires fédéraux (en 1913), et afin que les Noirs puissent atteindre les fonctions d'officiers dans l'armée lors de la Première Guerre mondiale. Elle organisa une protestation à l'échelle nationale contre la projection du film raciste de D. W. Griffith, Naissance d'une nation (Birth of a Nation), en 1915.

### «New Negro»
La Première Guerre mondiale bouleversa l'expérience des Noirs américains, dont beaucoup avait combattu en Europe au nom de la démocratie. Ils y rencontrèrent d'autres habitudes concernant les différences de couleur, ce qui renforça leurs revendications égalitaires lors du retour au pays. Aux États-Unis, les vétérans noirs n'ont pourtant pas été bien accueillis. Certains étaient attaqués pour le simple fait d'oser porter leurs uniformes. Cette nouvelle expérience conduit à une nouvelle génération de militants, bien plus combative que la précédente, et qui revendiquait l'auto-défense face à la violence des Blancs. En 1917, Asa Philip Randolph introduit le terme de « New Negro » (« Nouveau Nègre ») pour décrire cette expérience existentielle et politique, qui devient un lieu commun pour décrire le nouvel esprit de militantisme et l'impatience d'obtenir l'égalité des droits.
L'African Blood Brotherhood (Confrérie de Sang Africain) s'organisa autour d'un grand nombre d'émigrés Jamaïcains dans les années 1920. Ce groupe socialiste revendiquait l'auto-détermination des Noirs américains, en s'appuyant sur le programme des Quatorze points du président Wilson et son appel au respect du « droit des peuples ». Inspiré en outre par la Révolution russe, beaucoup de leaders de l'African Blood Brotherhood ont rejoint par la suite le Parti communiste des États-Unis d'Amérique.
De plus, un grand nombre de Noirs avait quitté les États du Sud pendant la guerre. L'effort industriel de guerre nécessaire à la nouvelle « économie de guerre », et le manque de main-d'œuvre dans les industries d'armement, leur offrait en effet des opportunités d'emploi stables, tandis que la crise économique qui toucha l'économie agraire du Sud dans les années 1920 acheva de les pousser à l' « exode ». En expansion rapide, les communautés noires du Nord étaient confrontées à des nouveaux problèmes, parfois similaires (le racisme, la misère, la violence policière et l'hostilité ouverte de l'administration), mais ils bénéficiaient aussi d'autres conditions politiques permettant une bien meilleure organisation.

### Marcus Garvey et la UNIA

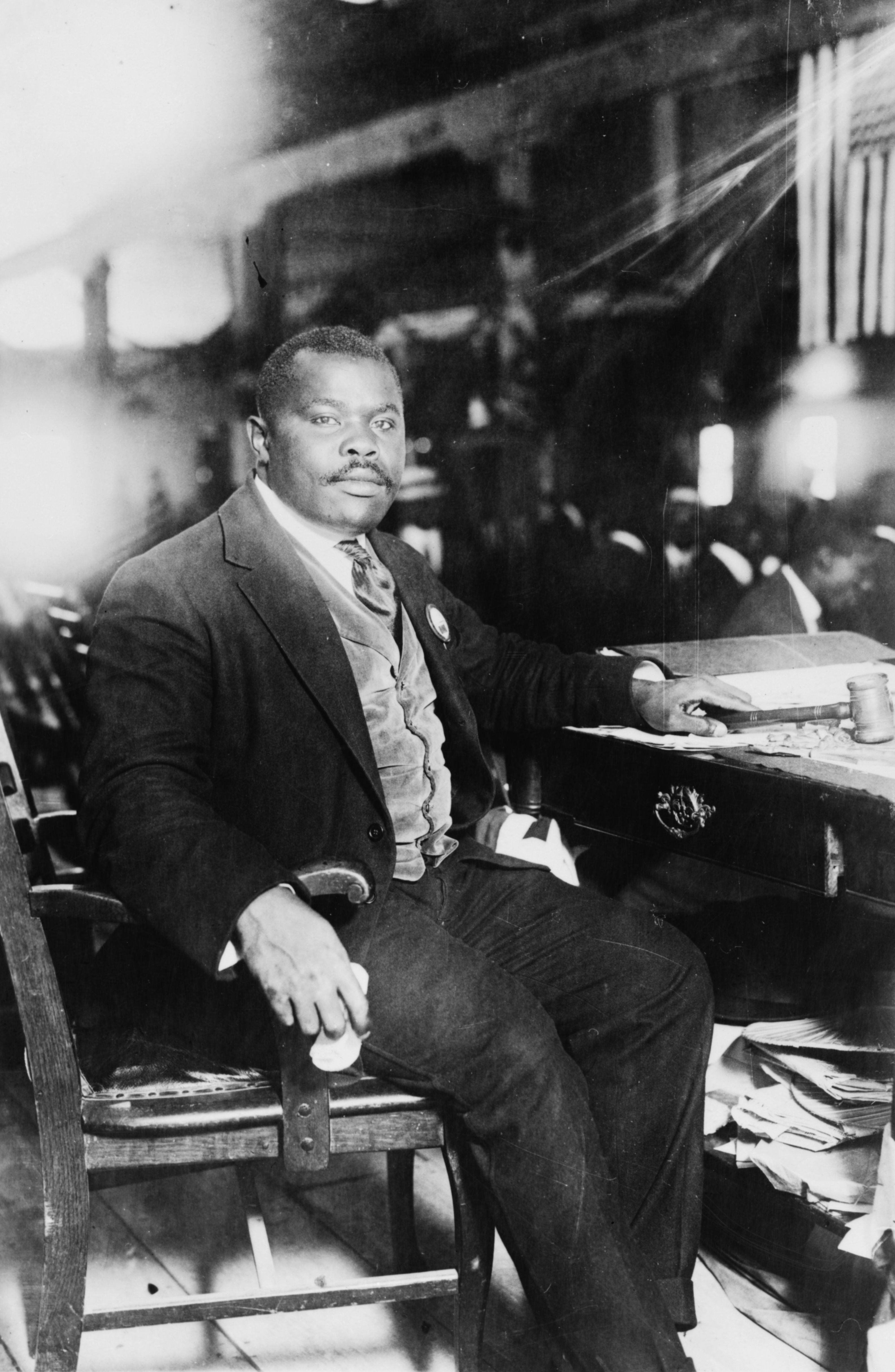
Marcus Garvey en 1924

Au Nord, l'Universal Negro Improvement Association and African Communities League (UNIA) de Marcus Garvey prit une part importante dans l'organisation de ces nouvelles communautés, ainsi que dans le mouvement internationaliste « New Negro » du début des années 1920 (les « Roaring Twenties »). Le mouvement dirigé par Garvey s'opposait aux thèses assimilationistes soutenues par la plupart des organisations du mouvement des droits civiques, au premier chef desquelles la NAACP. Garvey formula au contraire un programme de « Nationalisme noir aux États-Unis » (« Black nationalism ») qui encourageait l'indépendance économique des Noirs au sein du système ségrégationniste américain, la création d'une Église orthodoxe africaine, avec un Jésus noir et une Vierge noire au lieu du Jésus blanc des Églises noires, et une campagne en faveur d'un « retour en Afrique. » En ce sens, il peut être considéré comme l'un des fondateurs de l'Afro-Américanisme, qui insiste sur les racines africaines des Noirs américains, descendants d'esclaves victimes de la traite des noirs — ce point est contesté à l'intérieur du mouvement noir américain pour des raisons variées, dont la difficulté d'un quelconque « retour... » et des possibilités de trouver des racines, dans un peuple donné, en Afrique, en raison du métissage historique qui a eu lieu par la suite. La popularité de Marcus Garvey devint énorme, ce dernier attirant des milliers de sympathisants, aussi bien aux États-Unis que dans les Caraïbes. La UNIA, très bien implantée dans les communautés noires du Nord des États-Unis, a pu revendiquer onze millions de membres.
Marcus Garvey mélangeait des thèmes hétérogènes, un appel utopique au retour aux sources, la construction d'une identité Afro-américaine, et le constat réaliste de l'existence, de fait, de la ségrégation raciale, qui l'a conduit au séparatisme. Il mélangeait des éléments du discours de Booker Washington, en faveur de l'autonomie et de l'acception de la situation de fait, avec les « gospel of success » (« gospels du succès ») si populaire dans l'Amérique blanche des années 1920, sans oublier une composante anti-colonialiste et l'abandon de tout espoir en de possibles réformes de la société blanche américaine. Son mouvement attira au début beaucoup de radicaux nés à l'étranger, souvent associés aux socialistes et à l'African Blood Brotherhood. Mais beaucoup d'entre eux ont été exclus ou simplement éloignés du mouvement lorsque Garvey les soupçonna de vouloir en prendre le contrôle.
Le mouvement s'effondra finalement aussi vite qu'il s'était crée. En 1922, le gouvernement fédéral réussi à faire condamner Garvey pour fraude postale liée à la gestion financière de la « Black Star Line ». Sa sentence fut modifiée, et Garvey a finalement été déporté en Jamaïque, d'où il était originaire, en 1927. Bien que son mouvement n'ait pas survécu à son éloignement, il inspirera d'autres mouvements similaires, prônant l'autonomie et le séparatisme, parmi lesquels Father Divine et la Nation of Islam, fondée en 1930 par Wallace Fard Muhammad. Ce dernier aurait été un membre du Moorish Science Temple of America, une secte musulmane, créée en 1913, qui attribuait des origines maures aux Noirs américains, et l'une des premières organisations des Black Muslims.

### Scottsboro Boys
Avec le Parti communiste des États-Unis d'Amérique, la NAACP organisa la campagne de soutien aux « Scottsboro Boys », neuf Noirs arrêtés en 1931 après une bagarre dans un train, avec des Blancs. Accusés d'avoir violé deux femmes blanches habillées en hommes, les neuf avaient par la suite été condamnés à mort. La NAACP et le Parti communiste se sont opposés au nom de la stratégie de défense à adopter. Celle du Parti communiste à travers la League of Struggle for Negro Rights et de l'International Labor Defense prévalut. La campagne judiciaire menée par l'IDL aboutit à deux décisions majeures de la Cour suprême étendant le droit à la défense des accusés. Aucun des neuf ne fut finalement condamné à mort, et la plupart réussirent même à être acquittés.
La défense des Boys de Scottsboro n'était qu'un des cas parmi ceux que l'ILD défendait dans le Sud. Jusqu'au milieu des années 1930, l'ILD était le défenseur le plus énergique des droits des Noirs appelés à comparaître devant un tribunal, et l'organisation liée à un parti la plus populaire parmi les Noirs américains. Ses campagnes en faveur des droits de la défense des citoyens noirs fit beaucoup pour attirer l'attention de l'opinion publique sur les conditions extrêmes auxquelles devaient se confronter la population noire dans le système judiciaire en vigueur dans les États sudistes.

### NAACP
La NAACP se concentra principalement, entre les deux guerres, à lutter contre le lynchage des Noirs. Elle envoya en octobre 1919 Walter White, qui devint plus tard son secrétaire général, au Comté de Phillips, en Arkansas, afin d'enquêter sur les émeutes d'Elaine. Après qu'une attaque d'un shérif député contre une réunion syndicale de manœuvres agricoles se solda par la mort d'un Blanc, des troupes fédérales et des maraudeurs blancs massacrèrent plus de 200 tenanciers noirs. La NAACP organisa alors l'appel pour les douze hommes condamnés à mort un mois plus tard, sur la base de témoignages obtenus sous les coups et l'usage de décharges électriques. L'appel se prolongea à la Cour suprême dans le cas Moore v. Dempsey (1923), qui aboutit à l'extension conséquente de la surveillance des tribunaux fédéraux sur les systèmes judiciaires propres à chaque État. De plus, la NAACP essaya aussi pendant plus d'une décennie d'obtenir une législation fédérale interdisant les lynchages. À chaque nouveau crime haineux, elle accrochait, à la fenêtre de ses bureaux de New York, un drapeau noir où l'on pouvait lire « A Man Was Lynched Yesterday » (« Un homme a été lynché hier »).
S'alliant avec la Fédération américaine du travail (AFL), la NAACP réussi à empêcher la nomination de John J. Parker à la Cour suprême. Ce dernier était opposé à la fois au droit de vote des Noirs et au mouvement ouvrier. Cette victoire démontra à la fois les possibilités de mobilisation de la NAACP et un premier pas vers la construction d'alliances avec le mouvement ouvrier.
Les vétérans revenant de la Seconde Guerre mondiale, qui avaient lutté contre la barbarie nazie au nom de la liberté, revinrent, comme après la Première guerre, renforcés dans leurs convictions de mener une lutte légitime et nécessaire au nom de l'égalité des droits. Un vétéran déclarait: « J'ai passé quatre ans dans l'armée pour libérer un tas de Hollandais et de Français, et je vais me faire pendre si je laisse la version alabamienne [the Alabama version] des Allemands me mettre des coups de pied au cul [kick me around] quand je rentre à la maison. Non monsieur! Je suis entré dans l'armée comme nègre; j'en sortirai un homme. »
Le nombre d'adhérents de la NAACP décupla pendant ces années de guerre : de 50 000 en 1940, elle en revendiquait 450 000 en 1946.
La nouvelle section juridique de la NAACP, dirigée par Charles Hamilton Houston et Thurgood Marshall, entama une campagne qui dura plusieurs décennies afin d'obtenir l'annulation, par la Cour suprême, de la doctrine « séparés mais égaux », énoncée en 1896 lors de Plessy v. Ferguson et qui légalisa la ségrégation raciale, estimée conforme à la Constitution des États-Unis et à la déclaration faite par les Pères fondateurs dans la Déclaration d'Indépendance de 1776 selon laquelle « tous les hommes naissent libres et égaux en droit. » Si le régime d'apartheid en Afrique du Sud reconnaissait officiellement mener une politique raciste, en déniant aux Noirs le statut de citoyens, en les cantonnant dans des bantoustans, en affirmant explicitement dans la loi de 1953 (Reservation of Separate Amenities Act) que les Noirs n'avaient pas à jouir d'égalité de traitement, la Cour suprême américaine avait en effet prétendu que la ségrégation raciale imposée par les États du Sud après la Reconstruction ne mettait en jeu ni le statut de citoyens reconnu aux Noirs depuis la fin de la guerre de Sécession, ni leur égalité formelle. Ainsi se justifiait la doctrine « séparés mais égaux », au nom d'un séparatisme strict entre la société noire et la société blanche, fondement de la ségrégation raciale dans tous les domaines. Aussi, la lutte pour les droits civiques a été en grande partie une lutte pour faire respecter un statut de citoyen en théorie reconnu, mais dénié dans la pratique, à tel point que le droit de vote était légalement contourné par des dispositions abusives (impôt censitaire, etc.) tandis que la ségrégation raciale conduisait à une inégalité flagrante entre Noirs et Blancs, contredisant la prétendue égalité proclamée pour tout citoyen dans la Déclaration d'indépendance (les Noirs ne devenant citoyens américains qu'après la guerre de Sécession — les Amérindiens eux-mêmes n'obtinrent le droit de citoyenneté qu'avec l'Indian Citizenship Act de 1924 — Loi de citoyenneté des Indiens). Dès lors, l'objectif de la NAACP était de démontrer que la ségrégation raciale contredisait le statut de citoyen accordé aux Noirs nés en Amérique et par conséquent la Clause de l'égalité des droits (Equal Protection Clause) inscrite dans le Quatorzième amendement.
Pour cela, au lieu d'en appeler au pouvoir législatif ou exécutif, la NAACP misa tous ses efforts sur le pouvoir judiciaire, estimant que le Congrès était dominé par les ségrégationnistes du Sud, tandis que la présidence ne pouvait se permettre de perdre les voix du Sud. La première plainte déposée par la NAACP n'attaquait pas le principe « separate but equal » directement, mais essayait plutôt de montrer que les installations ségrégationnistes n'étaient pas, de fait, égales.
Ces modestes débuts ont permis de dévoiler la nature arbitraire des distinctions tracées par les États afin de préserver la ségrégation, et l'impact humiliant de celle-ci. La décision historique de la Cour, dans Brown v. Board of Education en 1954, qui jugea anticonstitutionnelle la ségrégation dans les écoles primaires, n'était en fait que le premier pas dans le démantèlement de la ségrégation dans le Sud, mais un pas décisif dans la mesure où cela rendait la discrimination raciale appuyée par l'État complètement illégitime.
Avant Brown, Marshall avait essayé de plaider l'anti-constitutionnalité de la ségrégation raciale dans Briggs v. Elliot et quelques autres plaintes. Le cas de Brown fut préparé : la section locale de la NAACP jugea qu'Oliver Brown, assistant pasteur et père de trois filles à Topeka, faisait un candidat idéal. On lui demanda d'inscrire ses filles à l'école blanche de la région, avant de déposer plainte après le refus prévisible. Plus tard, cette plainte et quelques autres arrivèrent jusqu’à la Cour suprême, où elles furent groupées sous le nom de « Brown ». Son nom fut apparemment choisi car, le Kansas n'ayant pas fait partie des États confédérés, on estimait ainsi que cela ne cantonnerait pas la question à un problème purement sudiste.
Au sein de la NAACP, certains craignaient que le juge sudiste et président de la cour, Fred M. Vinson, se déclarerait immanquablement contre toute tentative d'inverser la jurisprudence Plessy v. Ferguson, réduisant ainsi à néant leur tentative. Ils pensaient ainsi que l'enthousiasme de Marshall risquait d'aboutir à reconduire cette jurisprudence pour au moins encore une décennie. Ainsi, un des avocats de la NAACP pensait qu'il valait mieux atteindre le départ à la retraite, ou le décès, de Vinson (les juges à la Cour suprême étant nommés à vie). La Cour écouta d'abord la plainte en décembre 1952, sans aboutir à quelque décision que ce soit. Exceptionnellement, la Cour accorda un an aux avocats pour faire des recherches à propos des intentions des auteurs de la Clause de protection égale incluse dans le 14e Amendement. Coup de théâtre, en septembre 1953 Vinson était victime d'une attaque cardiaque, poussant le juge Felix Frankfurter à déclarer : « C'est la première indication que j'ai jamais vu qu'il y a un Dieu. » Vinson fut remplacé par Earl Warren, connu pour ses vues timides au sujet des droits civiques.
Après avoir réentendu les parties civiles en décembre, Warren s'efforça de convaincre ses collègues d'aboutir à une décision unanime renversant l'arrêt Plessy v. Ferguson de 1896. Cinq des huit juges l'appuyaient, deux s'étaient laissé persuader par Warren que la décision n'affecterait pas véritablement la question de la légalité de Plessy, se concentrant plutôt sur le principe d'égalité. Le dernier, Stanley Reed, se laissa convaincre après qu'on lui suggéra qu'exprimer, seul, en tant qu'homme du sud, un avis minoritaire (dissentiment ; la Cour suprême rédigeant, en cas de désaccord, l'avis de la majorité, et l'avis de la minorité), pouvait être plus dangereux et incendiaire qu'une décision unanime. En mai 1954, Warren rédigea l'avis unanime de la Cour, selon laquelle « la ségrégation des enfants dans les écoles publiques uniquement sur le fondement de la race » privait « les enfants du groupe minoritaire de l'égalité des chances scolaires. »
La décision, néanmoins, fut loin d'être facilement acceptée dans les États sudistes. Thomas B. Stanley, gouverneur de Virginie, déclara ainsi qu'il « utiliserait tous les moyens légaux possibles pour maintenir les écoles ségrégées en Virginie. » Un sondage suggéra que 13 % des policiers de Floride seraient prêts à faire appliquer la décision de la Cour suprême, tandis que plusieurs membres du Congrès, élus au Sud, signèrent « le Manifeste sudiste » (The Southern Manifesto) promettant de résister à la décision à l'aide de « moyens légaux ». Cheryl Brown réussit néanmoins à entrer en 1st grade (CP) dans une école publique blanche, première étape du « mouvement pour les droits civiques. »

## Positions d'autres mouvements

### Communauté juive américaine et mouvement des droits civiques
La majorité de la communauté juive américaine appuyait la lutte pour les droits civiques des Noirs. Nombre de personnes du mouvement étaient d'origine juive, la plupart non-religieux, juifs libéraux ou « juifs conservateurs » (du mouvement Massorti). De nombreux philanthropes juifs ont soutenu financièrement la NAACP et l'ensemble du mouvement noir, ainsi que les écoles noires. L'un d'entre eux, Julius Rosenwald, finança la création de douzaines d'écoles primaires, secondaires et d'universités pour la jeunesse noire émancipée. Il contribua personnellement à la création de 2 000 écoles, dont l'université Howard, Dillard University et Fisk University. À un moment, 40 % des Noirs du Sud étudiaient dans de telles écoles. L'American Jewish Committee, le American Jewish Congress et la Anti-Defamation League appuyèrent activement le mouvement des droits civiques.
Selon l'émission From Swastika to Jim Crow, diffusée par la PBS :

« Ainsi, dans les années 1930 et 1940, quand des professeurs juifs réfugiés [d'Allemagne nazie] arrivaient dans des Universités noires du Sud, il y avait une histoire d'empathie ouverte entre les Noirs et les Juifs, et la possibilité d'une collaboration véritablement efficace. Le professeur Ernst Borinski organisait des diners durant lesquels des Noirs et des Blancs s'asseyaient côte à côte — un acte simple mais révolutionnaire. Des étudiants noirs sympathisaient avec la cruauté à laquelle ces savants avaient été confrontés en Europe, et leur faisaient plus confiance qu'à n'importe quel autre Blanc. En fait, les étudiants noirs — ainsi que d'autres membres de la société blanche du Sud — considéraient ces réfugiés comme des sortes de personnes de couleur »

### Mouvement ouvrier et droits civiques
Avec quelques exceptions comme l'Industrial Workers of the World, le mouvement ouvrier américain avait exclu les Noirs. Bien que les leaders radicaux qui avaient organisé le mouvement lors des grèves à Chicago et à Kansas City pendant la Première Guerre mondiale, ainsi que l'industrie de l'acier durant la grève de 1919, s'efforçaient d'y faire participer les ouvriers noirs, ils ne parvinrent pas à convaincre le reste des ouvriers de l'importance de l'unité du mouvement. Avec l'échec de ces deux tentatives, le mouvement ouvrier et la communauté noire sont retournés à leurs habituelle méfiance réciproque.
Ce gouffre entre les deux mondes se combla peu à peu dans les années 1920 et 1930. Asa Philip Randolph, depuis longtemps membre du Parti socialiste d'Amérique (Socialist Party of America), prit la tête de la nouvelle Confrérie des Wagons-Lits Porters (Brotherhood of Sleeping Car Porters, BSPC) à sa fondation en 1925. Randolph dut faire face non seulement à l'opposition de la firme Pullman, mais aussi de la presse et des Églises noires, qui recevaient des fonds de la compagnie de trains. C'est finalement en joignant son programme politique aux intérêts de la communauté spécifiquement noire que Randolph put gagner à son côté nombre de voix dans la société noire. Le syndicat réussi à être reconnu par Pullman en 1935, après dix ans de luttes, et obtint un contrat de négociations avec la firme en 1937.
La BSPC de Randolph était le seul syndicat dirigé par un Noir au sein de la Fédération américaine du travail (AFL), la confédération syndicale américaine, en 1935. Après la scission du Congrès des organisations industrielles (CIO), Randolph décida de rester à l'intérieur de l'AFL, bien que la CIO lui faisait des appels insistants et s'ouvrait davantage aux ouvriers noirs. Mais Randolph pensait qu'il valait mieux, pour la cause des cheminots noirs, rester à l'intérieur de l'AFL qui regroupait les autres syndicats de cheminots. Il devint l'avocat insistant de la cause noire au sein de l'AFL, critiquant à chaque occasion les lois Jim Crow. D'autres membres de la BSPC, tels qu'Edgar Nixon, ont joué par la suite des rôles cruciaux au sein du mouvement des droits civiques.
Du côté de la CIO, beaucoup d'unions, notamment les emballeurs (Packinghouse Workers), l'United Auto Workers dans le secteur automobile, ou les Mine, Mill and Smelter Workers (métallurgistes) firent de la lutte pour les droits civiques un élément important de leur stratégie et de leurs priorités durant les négociations sociales. Le Transport Workers Union of America, syndicat des camionneurs qui avait alors des liens étroits avec le Parti communiste, prit part à une coalition avec Adam Clayton Powell Jr., la NAACP et le National Negro Congress pour attaquer la discrimination de l'emploi dans les transports publics à New York au début des années 1940.
Durant la Seconde Guerre mondiale, la CIO éleva la voix en faveur des Noirs, s'opposant à toute discrimination raciale dans l'industrie de l'armement. En même temps, ils devaient combattre le racisme dans leurs propres rangs, en mettant fin à des grèves entamées par des ouvriers blancs qui refusaient de travailler avec des collègues noirs. Bien que la plupart de ces « grèves haineuses » furent courtes, une grève sauvage en Philadelphie, en 1944, qui commença lorsque le gouvernement fédéral ordonna la compagnie privée de transport de mettre fin à la ségrégation raciale, dura deux semaines. Elle ne prit fin qu'avec l'intervention armée, décidée par le président Roosevelt, qui fit arrêter les leaders de la grève.
Randolph et la BSPC alla encore plus loin, en menaçant une marche sur Washington en 1942 si le gouvernement ne rendait pas illégal la discrimination raciale dans l'industrie de l'armement. Il voulait limiter la marche aux Noirs afin de conserver une direction noire au mouvement, et fut lourdement critiqué par la gauche pour son insistance au sujet des droits pour les Noirs au beau milieu de la guerre. Réussissant à obtenir des concessions substantielles de la part de l'administration F. D. Roosevelt, il décida d'annuler la marche.

#### Anglophone
- (en-US) Richard Kluger, Simple Justice: The History of Brown v. Board of Education and Black America's Struggle for Equality, Alfred A. Knopf, 12 décembre 1975, 880 p. (ISBN 9780394472898, lire en ligne),
- (en-US) John Egerton, Speak Now Against the Day: The Generation Before the Civil Rights Movement in the South, University of North Carolina Press, 6 novembre 1995, 768 p. (ISBN 9780807845578)
- (en-US) Bruce Nelson, Divided We Stand: American Workers and the Struggle for Black Equality, Princeton University Press, 18 décembre 2000, 448 p. (ISBN 9780691017327, lire en ligne),
- (en-US) Beth Tompkins Bates, Pullman Porters and the Rise of Protest Politics in Black America, 1925-1945, University of North Carolina Press, 1er janvier 2001, 308 p. (ISBN 9780807849293, lire en ligne),
- (en-US) Jon Meacham, Voices in Our Blood: America's Best on the Civil Rights Movement, Random House, 1er janvier 2001, 584 p. (ISBN 9780375758812, lire en ligne),
- (en-US) Clayborne Carson, Reporting Civil Rights, Part One: American Journalism 1941-1963, Library of America, 6 janvier 2003, 996 p. (ISBN 9781931082280),
- (en-US) Clayborne Carson, Reporting Civil Rights, Part Two: American Journalism 1963-1973, Library of America, 6 janvier 2003, 1066 p. (ISBN 9781931082297, lire en ligne),

#### Francophone
- (fr) Booker T. Washington, Up from Slavery, Ascension d'un Esclave Emancipé, Editeurs Libres, 15 septembre 2008, 256 p. (ISBN 9782916399072),
- (fr) Doug McAdam, Freedom Summer : Luttes pour les droits civiques, Mississippi 1964, Agone, 13 septembre 2012, 496 p. (ISBN 9782748901641),